# KV (tank)

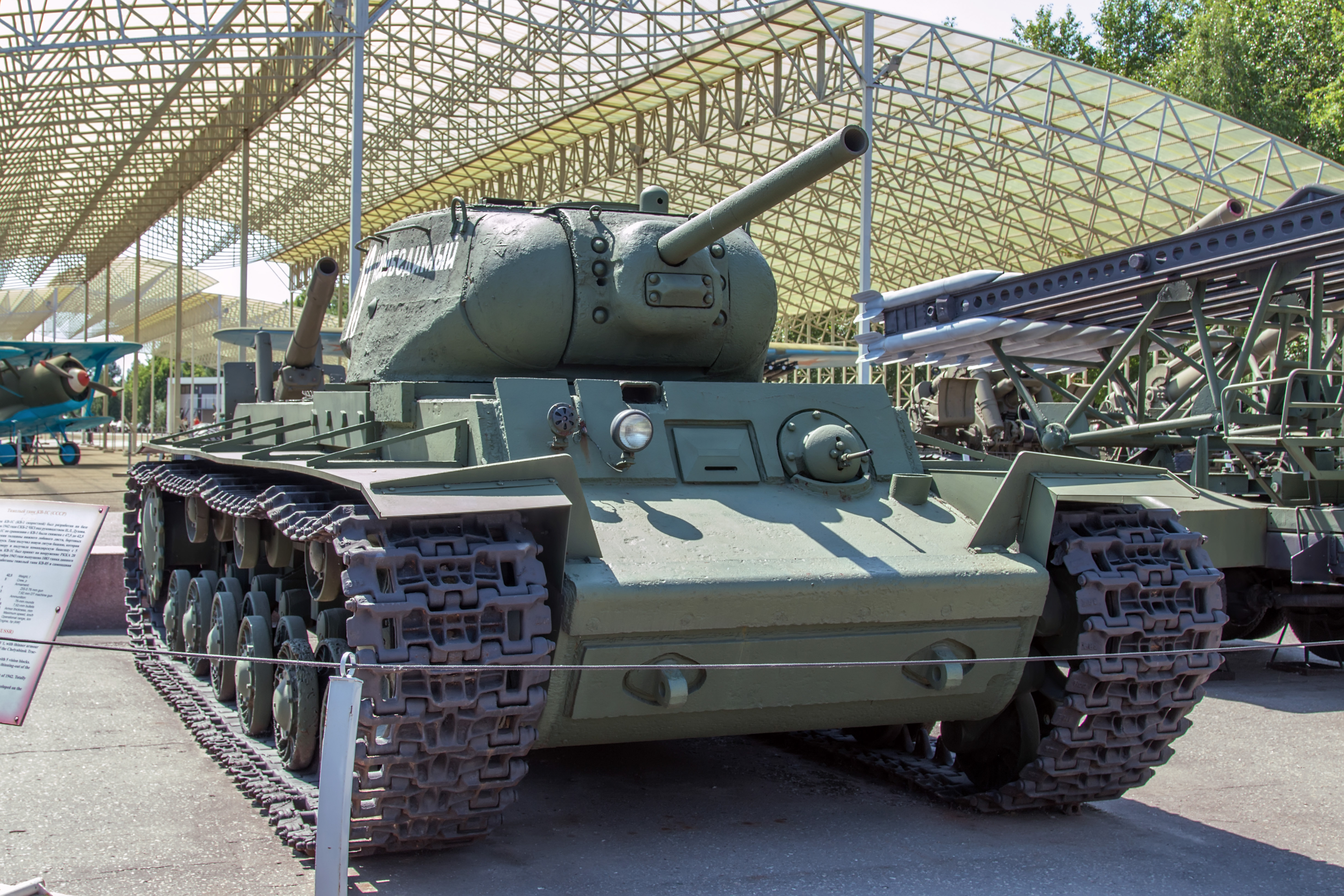
KV-1 s věží z typu KV-1S v muzeu velké vlastenecké války v Moskvě.

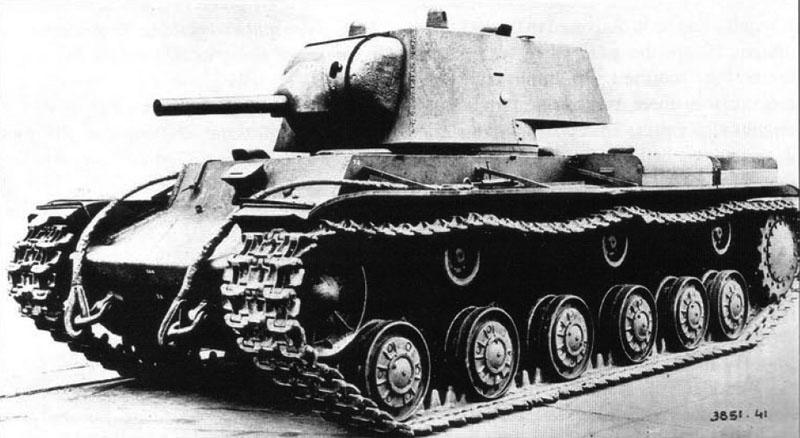
KV-1 model 1939

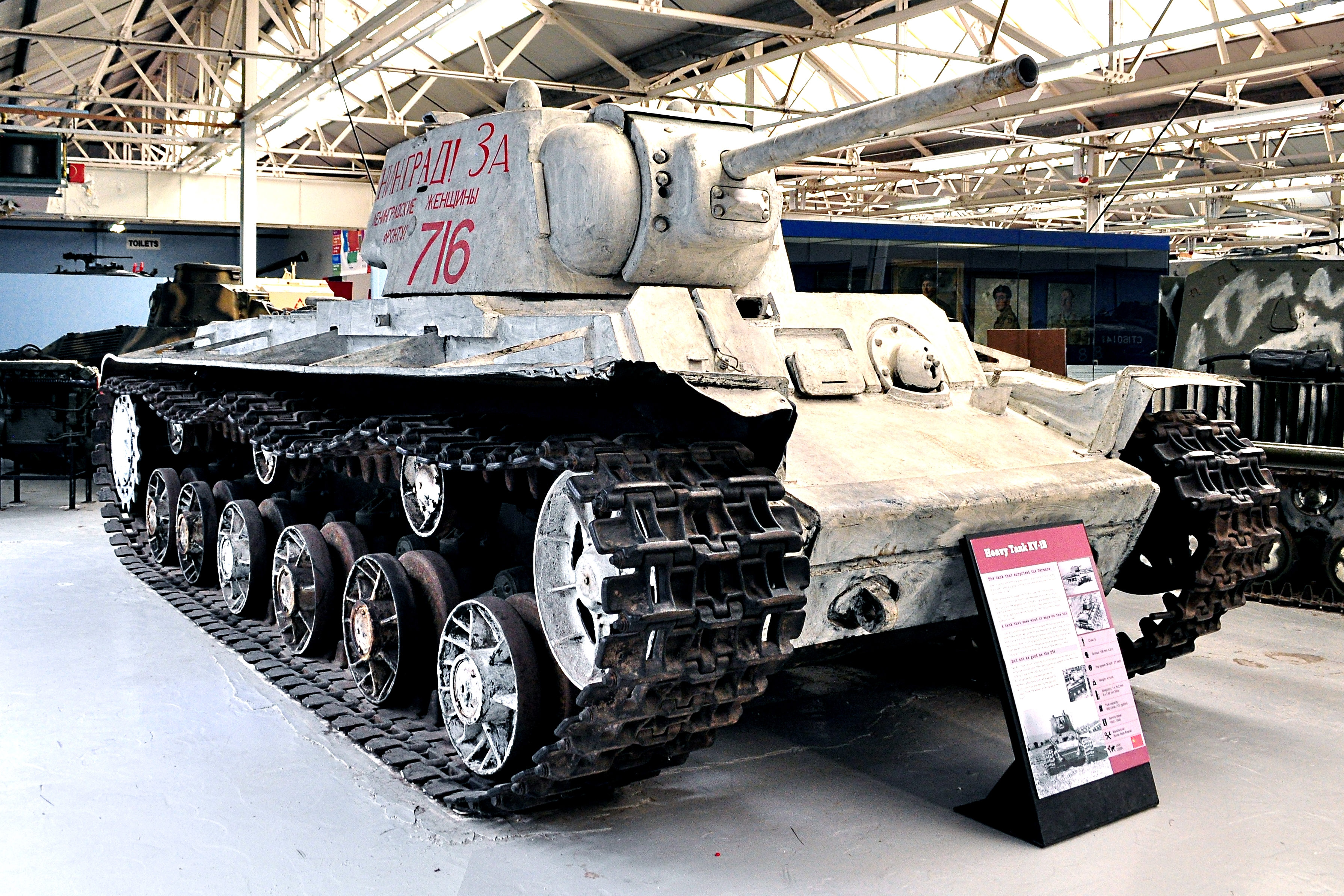
KV-1B v muzeu v Bovingtonu.

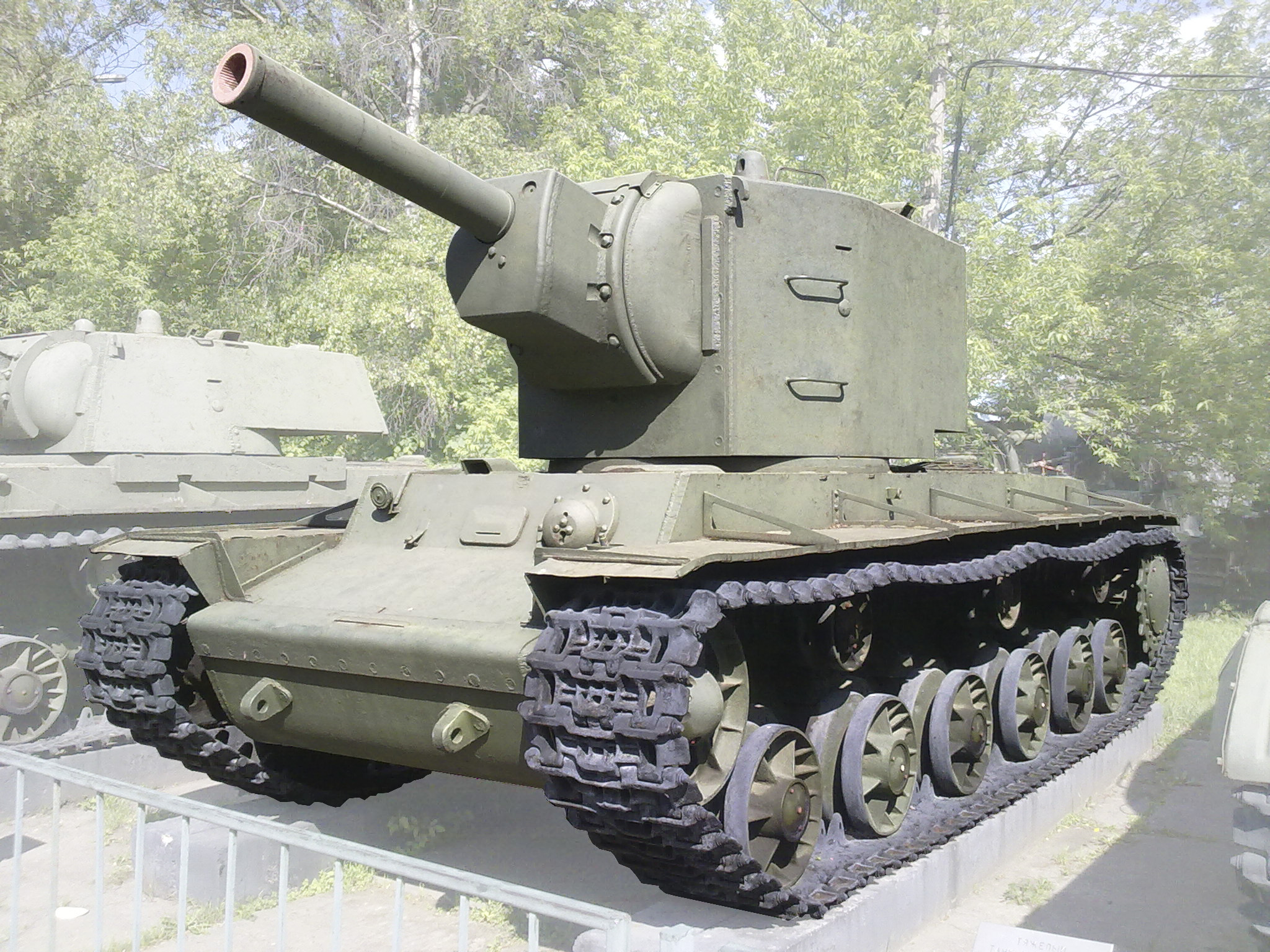
KV-2, v pozadí tank KV-1

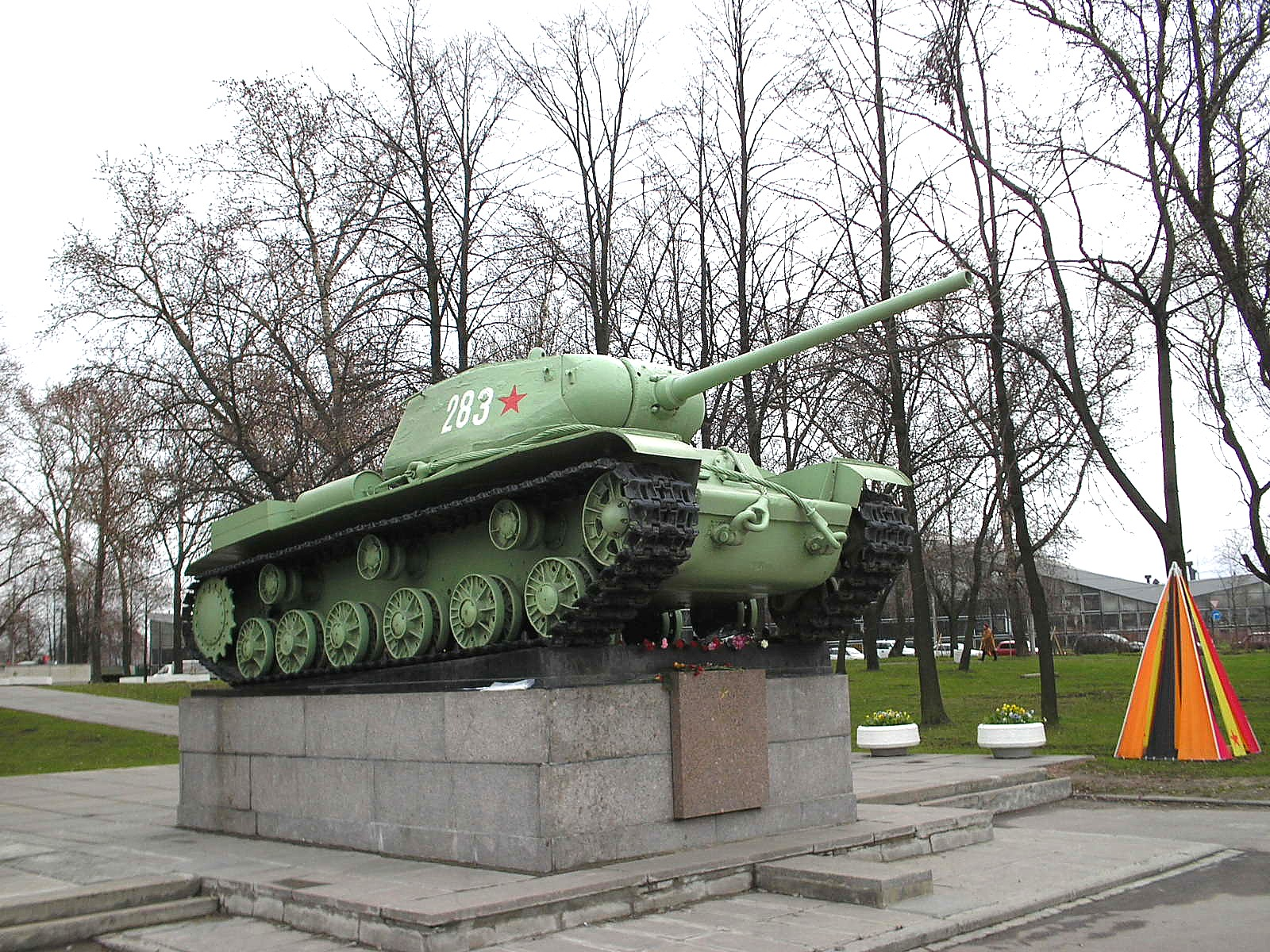
KV-85

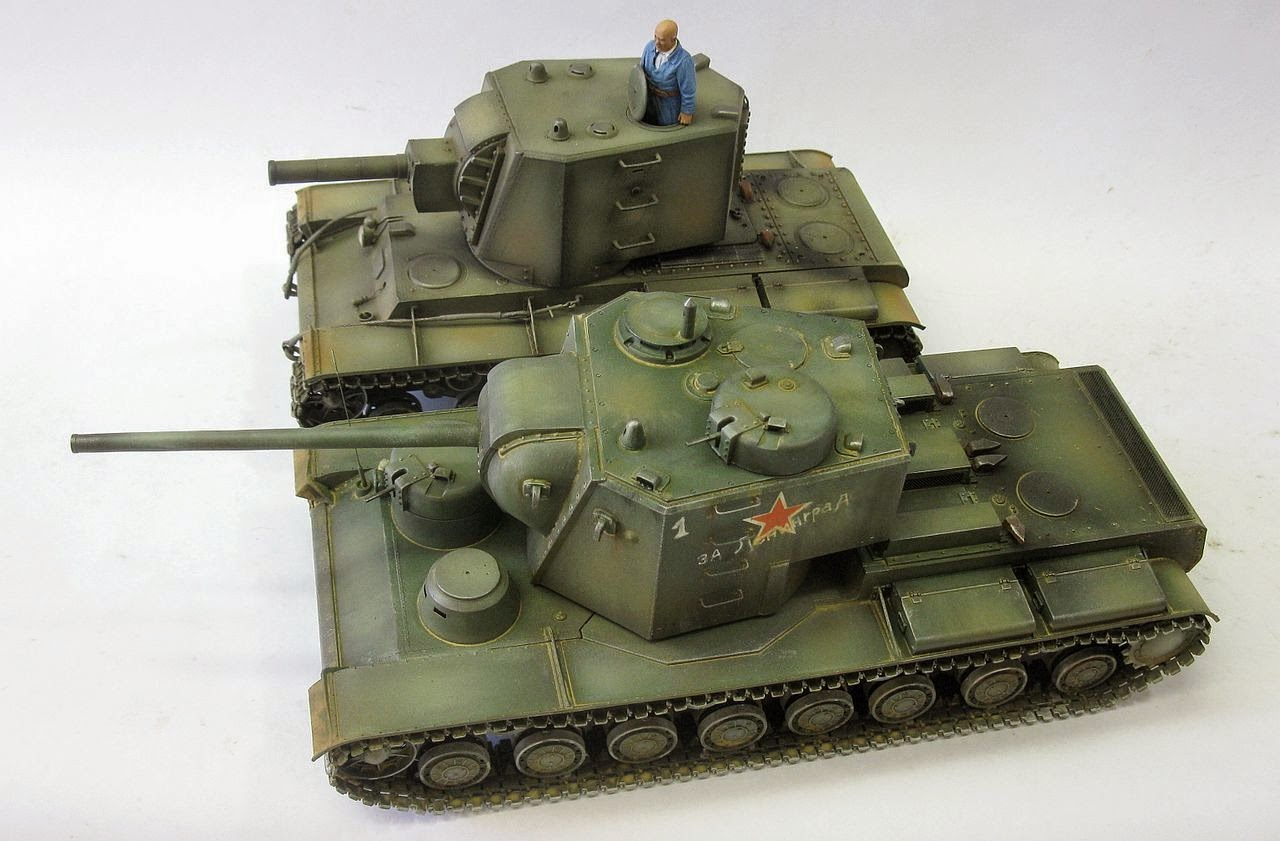
Srovnání typu KV-2 a KV-5

KV (též Kliment Vorošilov) je označení řady sovětských těžkých tanků pojmenovaných po maršálu Vorošilovi. První stroje začaly být zařazovány do výzbroje na přelomu let 1939-1940 a ve své době představovaly nejtěžší a nejlépe pancéřovaný tank na světě. Ještě v roce 1941, při zahájení operace Barbarossa, neměl Wehrmacht žádný tank, který by se mohl strojům řady KV postavit v boji a ohrozit je. 

## Popis
Tank KV měl ovšem i své nevýhody, zejména pak pomalost, neohrabanost a relativně krátkou životnost u některých klíčových součástek pohonné soustavy. Velkou slabinou byla též v pozdější fázi války obecně nevyhovující výzbroj. V roce 1943 byla koncepce tanků řady KV opuštěna a nahrazena novou, podstatně odlišnou řadou IS (Josif Stalin), která však byla zkonstruována tak, aby se v ní dala použít řada dílů z tzv. KVéček, což je zřejmě důvodem, proč se někdy uvádí, že stroje IS jsou pokračováním řady KV.
Je paradoxem, že slavný těžký tank KV vznikl jako původně nezamýšlený vedlejší produkt vývoje dvou jiných, nepříliš slavných, tanků. Vše začalo roku 1938 kdy sovětští konstruktéři pracovali na projektu nového stroje, který měl nahradit zastaralý a ne příliš úspěšný tank T-35. Projekt, který se v hlavách konstruktérů zrodil, počítal s vícenásobnou výzbrojí rozmístěnou do tří tankových věží. Když byl model třívěžového stroje předveden Stalinovi, začal z něj generalissimus sundávat věže a ptát se přítomných konstruktérů co by to znamenalo. Dostalo se mu odpovědi, že by se snížila hmotnost stroje ale také počet jeho zbraní. Tak byl nakonec projekt nového tanku schválen jako pouze dvouvěžový a roku 1939 začaly dva konkurenční týmy pracovat na výrobě prototypů označovaných SMK a T-100.
Mladý konstruktér Josef Kotin, který pracoval na vývoji zmíněného tanku SMK, se zaštítil Stalinovým nápadem na snížení počtu věží a začal prosazovat vývoj ještě třetí varianty nového těžkého tanku, která by nesla pouze jednu věž. Kotin si totiž uvědomoval, že vícevěžové tanky jsou slepou uličkou vývoje a jejich jediná výhoda, tedy vícenásobná dělostřelecká výzbroj, je bohatě převážena nevýhodami jako je velká hmotnost, složitost konstrukce a vysoké výrobní náklady. Stalin jednověžovou variantu schválil a 27. února 1939 bylo rozhodnutí posvěceno také oficiálním rozkazem číslo 45ss. Kotinovi tak teoreticky nestálo nic v cestě. Ovšem aby mohl soutěžit s konkurenčními SMK a T-100, musel i jednověžový stroj splnit zadání a být vyzbrojen dvěma děly. Zbývala tedy samozřejmě jediná možnost a to instalovat obě zbraně do jediné věže.
V leningradském závodu S. M. Kirova souběžně probíhal vývoj jak tanku SMK, tak jeho jednověžového konkurenta, který získal označení KV. Za těmito písmeny se skrývaly iniciály mocného sovětského maršála Klimenta Vorošilova. Vedoucím konstrukce tanku KV byl jmenován N. L. Duchcov. Vývoj stroje proběhl doslova v rekordním čase. 1. února 1939 (tedy ještě před oficiálním schválením) byly zahájeny projektové práce, 7. dubna byl hotov technický projekt a maketa tanku a 1. září byl zkompletován první prototyp a byly zahájeny jeho tovární zkoušky.

## Konstrukce
Prototyp, potažmo i pozdější sériové tanky, měl podvozek tvořený na každé straně šesti pojezdovými koly. Kola byla zdvojená, celokovová a opatřená prolisy a drobnými kruhovými odlehčovacími otvory. Pojezdová kola byla rozmístěna v rovnoměrných rozestupech a každé bylo zavěšeno a odpruženo samostatně pomocí kyvného ramene napojeného na torzní tyč. Vpředu podvozkové soustavy bylo loukoťové kolo napínací a vzadu bylo velké ozubené kolo hnací. Shora dosedal pás na tři rovnoměrně rozmístěné podpůrné kladky. Šířka pásů byla 70 cm.
Na podvozku spočíval trup, jehož jednotlivé části byly spojeny převážně pomocí svařování. Nos trupu byl tvořen dvěma deskami, které spolu svíraly ostrý úhel (87°). Spodní byla silná 75 mm a s kolmicí země svírala úhel 30°. Horní měla 40 mm a byla skloněna pod úhlem 63°. Na spodní desce byla dvě masivní oka pro uchycení tažných lan. Na horní desce potom byl úchyt prutové antény radiostanice. Z horní desky nosu vystupovala čelní stěna kabiny tanku. Byla skloněna v úhlu 30° a pancíř zde byl silný 75 mm. Uprostřed čelní stěny byl obdélníkový průzor řidiče. V případě nebezpečí se průzor uzavíral krytem a řidič potom vyhlížel z vozidla pouze štěrbinou v krytu. Napravo od průzoru byl instalován reflektor. Prototyp ještě neměl trupový kulomet, ten byl instalován až na sériové tanky. U sériových tanků byl také poměrně často na čelní stěnu kabiny navařován doplňkový pancíř o síle až 35 mm.
V levé části stropní desky kabiny byl kruhový průlez řidiče, který se uzavíral jednodílným poklopem. Strop kabiny byl před věží a kousek za ní silný 40 mm. Nad motorovým prostorem to bylo již "pouze" 30 mm. Pancéřování dna trupu bylo řešeno podobně. Přední polovina měla 40 mm a pod motorovým prostorem se deska zužovala na 30 mm. Jistě stojí za zmínku, že nejmodernější německý tank té doby, PzKpfw IV Ausf. D vyráběný od září 1939, měl na čelní desce trupu pancíř stejné síly jako mělo dno motorového prostoru sovětského KV-1 (tedy 30 mm). Exponovanost těchto dvou míst je přitom samozřejmě nesrovnatelná.
Stále ještě v přední polovině trupu a v jeho podélné ose byla umístěna věž tanku. Věž byla svařovaná i nýtovaná, měla šestiboký půdorys se zaoblenou zádí. Zaoblenou záď měly i věže prvních sériových tanků. Pozdější sériové věže již měly záď hranatou. Od roku 1941 začaly být na tanky montovány odolnější věže odlévané.
Z čelní stěny věže vystupovala půlkulatá maska kanonu resp. kanonů. Tato maska byla silná 90 mm, celá čelní stěna věže potom měla na tloušťku 75 mm. Stejně silné byly i boční a zadní stěna věže. Stropní deska potom měla 40 mm. Tyto údaje platily jak pro prototyp, tak pro rané sériové tanky. U prototypu byly ve věži instalována dva kanony. Nalevo silnější ráže 76,2 mm, napravo slabší ráže 45 mm. Sériové tanky byly vyzbrojeny již pouze jedním kanonem a to ráže 76,2 mm. Jeho konkrétní typ se během výrobního období měnil. U prvních sériových strojů to byl typ L-11.
Jako dva rohy vystupovaly ze střechy věže dva periskopické zaměřovače. Mezi nimi bylo potom ústí ventilátoru a dále vzadu byl uprostřed kruhový průlez pro nástup a výstup osádky, který se uzavíral jednodílným poklopem. Sériové tanky měly na věži také sadu čtyř pevně umístěných pozorovacích periskopů. Po jednom směrem na každou boční stranu a dva směřující vzad. Prototyp pravděpodobně nebyl těmito periskopy ještě vybaven. V bočních stěnách věže byly štěrbinové průzory a pod nimi malé kruhové otvory pro palbu z ručních zbraní. Uprostřed zadní stěny věže byl instalován kulomet DT ráže 7,62 mm, který sloužil k odhánění živé síly útočící na záď tanku.
V zadní části tanku byl motorový prostor. Hned za věží byl servisní otvor a po jeho stranách dva menší podélné otvory pro přívod vzduchu k pohonné jednotce. Ty byly chráněny mříží. Za těmito otvory byly ze stropní desky vyvedeny dva výfuky. Ještě dále směrem k zádi byly potom dva kruhové otvory pro servisní přístup k převodovce. Pohonnou jednotkou tanku byl dvanáctiválcový diesel V-2, který dával maximální výkon 600 koní při 2000 otáčkách za minutu. Prototyp byl ovšem ještě osazen slabší verzí tohoto motoru o výkonu 500 koní. Převodovka umožňovala řadit pět rychlostních stupňů pro jízdu vpřed a jeden pro couvání.
Samotná záď tanku byla tvořena dvěma zakulaceními. Pod horní zakulacenou částí, kterou tvořil pancíř o síle 60 mm, se skrýval další zamřížovaný ventilační otvor. Na spodní zakulacené části byla dvě oka pro uchycení vlečných lan a pancíř zde byl silný plných 75 mm. Horní zakulacená část byla později nahrazena rovnou skloněnou deskou. Osádku tanku tvořilo pět mužů. Řidič a radista seděli vedle sebe v přední části trupu. Radista měl zároveň na starosti obsluhu trupového kulometu. Zbylí tři muži měli svá stanoviště ve věži. Byl to jednak střelec z kanonu, mladší mechanik, který obsluhoval zadní věžový kulomet a konečně velitel tanku, který zároveň fungoval jako nabíječ kanonu.
Během boje, pokud nebylo třeba pálit ze zadního kulometu, musel mladší mechanik sestoupit z věže do trupu, aby nebyl zraněn zákluzem kanonu. Z uvedeného je zřejmé, že zatímco mladší mechanik se během boje většinou bez užitku "zašíval" uvnitř trupu, velitel měl plné ruce práce s řízením činnosti celé osádky a nabíjením kanonu zároveň. Toto nešťastné rozdělení rolí bylo změněno až u modernizovaného tanku KV-1S roku 1942.

## Uvedení do provozu
Po továrních testech prototypu byly odstraněny odhalené nedostatky a 5. září 1939 byl stroj naložen na nákladní vagon a odeslán do Moskvy. Zde byl 23. září předveden armádním špičkám spolu s konkurenčními prototypy SMK a T-100. Přestože se během srovnávacích testů objevilo u KV asi dvacet různých závad, vedl si tento stroj nejlépe ze všech testovaných prototypů. Zamítavý verdikt však zatím nebyl vynesen ani nad jedním z tanků. Místo toho byly pro všechny z nich navrženy úpravy a prototypy putovaly zpět do svých mateřských továren k jejich realizaci. KV dorazil zpět do leningradského závodu 8. října 1939 a konstruktéři a dělníci se ihned pustili do práce.
Po provedení navržených úprav byl tank znovu podroben továrním zkouškám. 30. listopadu je však přerušilo vypuknutí války s Finskem. Záhy poté přišlo rozhodnutí o vyslání všech tří prototypů do ostrého boje. Za tímto rozhodnutím nebyl v žádném případě nedostatek jiné bojové techniky, neboť Sověti měli proti Finům v počtu tanků převahu cca 200:1. Bojiště Zimní války prostě mělo posloužit jako unikátní a naprosto realistický zkušební prostor.

## Varianty

### Sériové typy
- KV-1
- KV-2
- KV-8
- KV-85

### Nerealizované či jen v prototypu
- KV-13
- KV-220

### Modifikace
- SU-152